# 榛葉賀津也
榛葉 賀津也（しんば かづや、1967年〈昭和42年〉4月25日 - ）は、日本の政治家。国民民主党所属の参議院議員（5期）、同党幹事長（初代）、参議院東日本大震災復興特別委員長。静岡県馬術連盟会長。
外務副大臣（野田第3次改造内閣）、防衛副大臣（鳩山由紀夫内閣・菅直人内閣）、菊川町議会議員（1期）、参議院沖縄及び北方問題に関する特別委員長、同内閣委員長、同政治倫理の確立及び選挙制度に関する特別委員長、同外交防衛委員長、国民民主党選挙対策委員長、旧国民民主党参議院幹事長、民進党参議院国会対策委員長、民主党参議院国会対策委員長を歴任した。父は静岡県議会議員、菊川町長を務めた榛葉達男。

## 来歴
静岡県小笠郡菊川町で生まれる。父親の意向で5歳の時から牛乳配達を始め、中学入学まで続けた。イラン・イラク戦争の報道を契機として中東に興味を持ち、静岡県立掛川西高等学校卒業後、英語を学ぶためにアメリカ合衆国オハイオ州のオタバイン大学政治学部・国際問題研究学部に入学する。イスラエルのテルアビブ大学留学を経て、1991年にオタバイン大学を卒業し、イスラエルのエルサレム・ヘブライ大学大学院国際政治学部へ留学する。
1994年に菊川町議会議員選挙へ出馬し、初当選して自由民主党に所属する。1998年の菊川町長選挙に自民党菊川支部の推薦を受け、無所属で立候補するも落選した。なお、共産党の候補を除き、他の候補も保守系町議からの転身であったため、いずれの候補も自民党支部の推薦を受ける保守分裂の様相となった。選挙結果は以下の通り。
※当日有権者数：2万3248人 最終投票率：85.08%（前回比： 20.04pts）
| 候補者名   | 年齢 | 所属党派   | 新旧別 | 得票数  | 得票率 | 推薦・支持             |
| ---------- | ---- | ---------- | ------ | ------- | ------ | ---------------------- |
| 太田順一   | 47   | 無所属     | 新     | 9,571票 | 49.02% | （推薦）自民党菊川支部 |
| 榛葉賀津也 | 30   | 無所属     | 新     | 6,134票 | 31.42% | （推薦）自民党菊川支部 |
| 鈴木輝二   | 59   | 日本共産党 | 新     | 2,011票 | 10.30% |                        |
| 福島静孝   | 53   | 無所属     | 新     | 1,807票 | 9.26%  | （推薦）自民党菊川支部 |

町長選落選後は、緑茶を使った新製品の企画や、緑茶、コーヒーなどを販売する会社を経営していたが、2000年9月25日、民主党静岡県連が榛葉を次期参院選静岡県選挙区に公認候補として擁立することを発表した。9月27日、榛葉は正式に立候補を表明した。この際、自民党菊川支部に離党届を出したが、受け取ってもらえず同党支部から除名処分を受けていたことが明らかになった。なお、当時県議を務めていた父の達男も民主党県連主催のパーティー等で賀津也の応援演説に入るなどしていたため、11月8日に自民党を離党した。
2001年の第19回参議院議員通常選挙に民主党公認で静岡県選挙区から出馬して初当選する。2007年の第21回参議院議員通常選挙で、静岡県選挙区でトップ当選する。
2009年に鳩山由紀夫内閣で防衛副大臣に任命され、2010年、菅直人内閣で再任された。2010年9月の民主党代表選挙で、現職の菅直人の再選を支持する。菅直人第1次改造内閣発足に伴い、防衛副大臣を退任した。2011年の民主党代表選挙で海江田万里経済産業大臣を支持したが、海江田は野田佳彦財務大臣に敗れた。
2012年10月に野田第3次改造内閣で外務副大臣に任命される。2012年12月の第2次安倍内閣発足に伴い、外務副大臣を退任した。
2013年の第23回参議院議員通常選挙で、民主党公認で静岡県選挙区から立候補して得票数2位で3選される。
輿石東の参議院副議長就任に伴う同年8月の民主党参議院議員会長選挙で、郡司彰元農林水産大臣の推薦人に名を連ねる。北澤俊美元防衛大臣を破り参院議員会長に選出された郡司の下で、参議院国会対策委員長に起用された。8月2日に開会した第184回国会で参議院政治倫理の確立及び選挙制度に関する特別委員長に就任した。2014年に細野豪志を中心に結成された自誓会に参加した。
2015年の民主党代表選挙で、元幹事長の細野豪志の推薦人に名を連ねた。
2016年9月15日の民進党代表選挙では、蓮舫の推薦人に名を連ねた。
2017年7月27日に民進党代表の蓮舫は、同月の東京都議会議員選挙の結果を受けて辞任を表明する。蓮舫の辞任に伴う9月1日の代表選挙では、前原誠司の推薦人に名を連ねた。
2017年10月27日に民進党代表の前原誠司は、同月の衆院選で党を分裂させる形で戦う原因をつくったことについて陳謝して引責辞任を正式に表明する。前原の辞任に伴う10月31日の代表選挙では、大塚耕平の推薦人に名を連ねた。
2018年5月7日に民進党と希望の党の合流により結党された国民民主党に参加して国民民主党の参議院幹事長に就任した。
2019年7月の第25回参議院議員通常選挙で、2人区で唯一立憲民主党に対立候補を立てられるも得票数2位で4選する。
2020年8月27日に国民民主党と立憲民主党が合流して結成される新・立憲民主党に参加せず、国民民主残留組の新党に参加する意向を表明した。9月15日に新・国民民主党の結党大会が行われ、幹事長に就任した。2022年8月31日から党選挙対策委員長も兼任し、2023年9月8日の党役員人事で選対委員長を退任する。
2024年8月28日、翌年7月の第27回参議院議員通常選挙の静岡県選挙区公認候補として擁立することが国民民主党から発表された。2025年7月20日の投開票の参院選で、5期目の当選を果たした。8月1日、参議院 東日本大震災復興特別委員長に就任。

## 政策・主張

### 憲法
- 憲法改正について、2013年、2019年のアンケートで「どちらとも言えない」と回答[35][36]。
- 9条改憲について、2013年の毎日新聞社のアンケートで回答しなかった[37]。「憲法9条を改正して、自衛権を明記し、国防軍の保持を規定すべきだ」との問題提起に対し、2013年の朝日新聞社のアンケートで「どちらとも言えない」と回答[35]。

### 外交・安全保障
- 「集団的自衛権を行使できるよう、憲法解釈を見直すべきだ」との問題提起に対し、2013年の毎日新聞社のアンケートで、回答しなかった[37]。
- 「他国からの攻撃が予想される場合には先制攻撃もためらうべきではない」との問題提起に対し、2013年、2019年のアンケートで「どちらとも言えない」と回答[35][36]。
- 「北朝鮮に対しては対話よりも圧力を優先すべきだ」との問題提起に対し、2013年、2019年のアンケートで「どちらとも言えない」と回答[35][36]。
- 普天間基地の移設問題について、2013年の毎日新聞社のアンケートで「名護市辺野古に移設すべき」と回答[37]。
- 日本による過去の植民地支配と侵略を認めて謝罪した「村山談話」の見直し論議について、2013年の毎日新聞社のアンケートで「見直すべきではない」と回答[37]。
- 従軍慰安婦に対する旧日本軍の関与を認めた「河野談話」の見直し論議について、2013年の毎日新聞社のアンケートで「見直すべきではない」と回答[37]。

### その他
- 選択的夫婦別姓制度の導入について、2019年のアンケートで「どちらとも言えない」と回答[36]。
- 同性婚を可能とする法改正について、2019年のアンケートで「どちらとも言えない」と回答[36]。
- 「治安を守るためにプライバシーや個人の権利が制約されるのは当然だ」との問題提起に対し、2013年、2019年のアンケートで「どちらとも言えない」と回答[35][36]。
- 永住外国人への地方参政権付与について、2013年のアンケートで「どちらかと言えば反対」と回答[35]。
- 首相の靖国神社参拝について、2013年のアンケートで「どちらかと言えば反対」と回答[35]。
- アベノミクスについて、2019年のアンケートで「どちらかと言えば評価しない」と回答[36]。
- 消費税率を10％より高くすることについて、2019年のアンケートで「反対」と回答[36]。
- 2013年9月4日に最高裁判所が下した相続において婚外子を差別する民法規定の違憲判断[38] を受け、結婚していない男女の婚外子の遺産相続に関する格差規定を撤廃する民主党の民法改正案提出を主導した[39]。
- 2015年2月6日の参議院本会議で、ISILによる日本人拘束事件を受けたテロ行為を強く非難する決議の全会一致採択直前に投票を棄権して本会議場から退席した山本太郎について、同日の記者会見で「わが国が結束してテロを許さないという意思を示し、テロに強く抗議するのが趣旨だ」と述べた上で、「大変残念だ。決議の意味が分かっているのか」「わざわざ目立つ形で退席した。理解できない。間違ったメッセージが送られなければいいなと懸念している」批判した[40]。

## 人物
- 家族は妻、一男二女、及び犬、ヤギである[41]。
- 愛ヤギを「雄一郎」と呼ぶ。ヤギの名前はケビン。かなりヤンチャな性格
- 蓮舫元行政刷新担当大臣との間に確執がある。当人同士の政策の遠さに加えて、自由民主党の参議院幹部とかねてから親交のある榛葉と政権と対決色を強めたい蓮舫は、民進党時代の途中からそりが合わず、榛葉が旧国民民主党、蓮舫が旧立憲民主党の参院幹事長にそれぞれ就任した際には、蓮舫が「榛葉だけは絶対に許さない」と述べるなど両者の確執が露呈し、2019年の参院選で立憲民主党が榛葉への刺客候補を擁立する一因となった[42]。立憲と国民両党は参院選後の2019年9月に統一会派を結成したが、これらの経緯から会派の幹事長は大塚耕平国民民主党参院議員会長が務め、榛葉と蓮舫はいずれも会派の役職から外れた[43]。しかし、以前に蓮舫が2016年民進党代表選挙出馬の際には榛葉は蓮舫の推薦人になったことがあり、少なくともこの時点では関係は極端に悪いわけではなかった。関係が急激に悪化したのはこの選挙以降であると思われる。
- 幼少期は極度の吃音症であったが、国語の授業の音読を得意としていた事で、中学生頃には克服している[6]。
- 趣味は飼育するヤギの世話[6][7]のほかに落語、講談を聴くことで神田伯山のファンである[44]。また、ここ最近では好きなものとして、国民民主党代表の玉木雄一郎[45]、あいみょん[44]、どうする家康などを挙げている。
- 静岡県野球連盟1級審判員である[8]。
- 大のプロレスファン。リアルジャパンプロレスのコミッショナーを務める[46] 。2015年3月20日に後楽園ホール大会で場外乱闘に巻き込まれて軽傷を負うが、襲ったレスラーの対戦相手であった大仁田厚（参議院議員としては初当選が同期）が救出に入った[47][48]。
- 東海旅客鉄道労働組合（JR東海ユニオン）から推薦を受けており[49]、JR連合の組織内議員で構成される「JR連合国会議員懇談会」の会長を務める[50]。
- 民進党解党後に国民民主党が結党されて以降、代表を務めている玉木雄一郎と急激に接近し、本人はよく挨拶などを任された時に、掴みのネタとして、「榛葉賀津也57歳、趣味は玉木雄一郎。」と答えたり、「玉木雄一郎が太陽で光り輝くなら私は月のような存在で支えるのが仕事。太陽の玉木雄一郎があって、月の私も光り輝くことが出来るんです。」と述べるほど蜜月な関係性になり、玉木も榛葉の事を極めて高く評価している。その事もあり、新国民民主党結党以後、1度も交代することなく、幹事長という要職を務めるに至っている。
- アウンサンスーチーが率いていたミャンマーの政党・国民民主連盟（NLD）の『革命の敵』というブラックリストに名前が載っている。理由は、2006年1月9日、榛葉氏がヤンゴンにある国軍派政党・連邦団結発展党（USDP）の本部で、USDPの幹部と会談したことであるため[51][52]。
- 2025年5月26日に福岡市での街頭演説で「博多の女性はきれいだね。男性はまぁまぁだね」と発言した。その後、会見で発言の真意を問われると、「他意はないです。下手なつかみで、すいませんでした。以後気をつけます」と述べた[53][54]。

## 所属団体・議員連盟
- たばこ産業政策議員連盟[8]
- 格闘技振興議員連盟

## 著書
- ウイン・ナイン、榛葉賀津也『ミャンマーという特別な国』富士社会教育センター（2010年）、ISBN 9784938296513

## 選挙歴
| 当落 | 選挙                     | 執行日         | 年齢 | 選挙区       | 政党         | 得票数     | 得票率 | 定数 | 得票順位 /候補者数 | 政党内比例順位 /政党当選者数 |
| ---- | ------------------------ | -------------- | ---- | ------------ | ------------ | ---------- | ------ | ---- | ------------------ | ---------------------------- |
| 当   | 1994年菊川町議会議員選挙 | 1994年         | 27   | ーー         | 無所属       | 1577票     | ーー   | 20   | 2/21               | /                            |
| 落   | 1998年菊川町長選挙       | 1998年         | 30   | ーー         | 無所属       | 6134票     | 31.42% | 1    | 2/4                | /                            |
| 当   | 第19回参議院議員通常選挙 | 2001年07月29日 | 34   | 静岡県選挙区 | 民主党       | 47万8508票 | 27.48% | 2    | 2/6                | /                            |
| 当   | 第21回参議院議員通常選挙 | 2007年07月29日 | 40   | 静岡県選挙区 | 民主党       | 82万3184票 | 47.12% | 2    | 1/5                | /                            |
| 当   | 第23回参議院議員通常選挙 | 2013年07月21日 | 46   | 静岡県選挙区 | 民主党       | 45万8095票 | 29.98% | 2    | 2/6                | /                            |
| 当   | 第25回参議院議員通常選挙 | 2019年07月21日 | 52   | 静岡県選挙区 | 旧国民民主党 | 44万5866票 | 29.36% | 2    | 2/5                | /                            |
| 当   | 第27回参議院議員通常選挙 | 2025年07月20日 | 58   | 静岡県選挙区 | 国民民主党   | 75万2187票 | 43.61% | 2    | 1/7                | /                            |